# Agorophius pygmaeus
Az Agorophius pygmaeus az emlősök (Mammalia) osztályának párosujjú patások (Artiodactyla) rendjébe, ezen belül a fosszilis Agorophiidae családjába tartozó faj.
Családjának és nemének eddig az egyetlen felfedezett faja.

## Tudnivalók
Az Agorophius pygmaeus a bazális, azaz a kezdetleges fogascetek egyik képviselője, amely a kora oligocén korszakban élt, körülbelül 32 millió évvel ezelőtt. A holotípusát, amely a MCZ 8761 raktárszámot kapta, 1848-ban az Amerikai Egyesült Államokbeli Dél-Karolinában találták meg.

## Fordítás
- Ez a szócikk részben vagy egészben  az   Agorophius című angol Wikipédia-szócikk ezen változatának fordításán alapul.  Az eredeti cikk szerkesztőit annak laptörténete sorolja fel. Ez a jelzés csupán a megfogalmazás eredetét és a szerzői jogokat jelzi, nem szolgál a cikkben szereplő információk forrásmegjelöléseként.